# Batman: Gotham City Racer
Batman: Gotham City Racer — компьютерная гоночная игра, выпущенная в 2001 году Ubisoft для PlayStation. Игра переносит нас на улицы Готэма, где игрок будем следить за порядком, разъезжая на различных транспортных средствах Бэтмена. Она основана на мультипликационном сериале The New Batman Adventures и включает в себя множество вставок из его серий. Всего в игре 51 уровень. Есть 6 музыкальных треков, которые игрок может выбрать во время игры. Все 6 треков выполнены Реем Фаби.